# W nowym zwierciadle: Wakacje
W nowym zwierciadle: Wakacje (ang. Vacation) – amerykańska komedia z 2015 roku w reżyserii Jonathana Goldsteina i Johna Francisa Daleya. Film jest sequelem cyklu komediowego W krzywym zwierciadle. W rolach głównych wystąpili Ed Helms i Christina Applegate, ale Chevy Chase i Beverly D’Angelo epizodycznie zagrali również swoje role z poprzednich filmów.

## Fabuła
Rusty Griswold, syn Clarka i Ellen Griswoldów, jest teraz żonatym mężczyzną z dwójką dzieci: nastoletnim i zniewieściałym Jamesem oraz młodszym, bardzo nieznośnym Kevinem. Pracuje jako pilot dla taniej linii budżetowej Econo-Air. Jego żona, Debbie, narzeka na jej nudne życie. Gdy jego przyjaciele opowiadają o ich podróży do Paryża, Rusty postanawia zaoferować swojej rodzinie niezapomniane wakacje. Wypożyczają samochód i wspólnie wyjeżdżają do Walley World, miejsca gdzie wiele lat temu Rusty spędził swoje wakacje z rodzicami i siostrą.

## Obsada
- Ed Helms – Rusty Griswold
- Christina Applegate – Debbie Griswold, żona Rusty'ego
- Skyler Gisondo – James Griswold, syn Rusty'ego
- Steele Stebbins – Kevin Griswold, syn Rusty'ego
- Leslie Mann – Audrey Griswold
- Chris Hemsworth – Stone Crandall, mąż Audrey
- Chevy Chase – Clark Griswold
- Beverly D’Angelo – Ellen Griswold
- Charlie Day – Chad, przewodnik spływu kajakowego
- Catherine Missal – Adena, obiekt westchnień Jamesa
- Ron Livingston – Ethan, rywal Rusty'ego
- Norman Reedus – kierowca tira
- Keegan-Michael Key – Jack Peterson
- Regina Hall – Nancy Peterson
- Elizabeth Gillies – Heather
- Tim Heidecker – gliniarz w Utah
- Nick Kroll – gliniarz w Kolorado
- Kaitlin Olson – gliniarz w Arizonie
- Michael Peña – gliniarz w Nowym Meksyku
- Hannah Davies – dziewczyna w czerwonym ferrari